# Marina Bay (stacja metra)
Marina Bay – węzłowa stacja podziemna Mass Rapid Transit (MRT) na North South Line i Circle Line w Singapurze. Stacja znajduje się w Marina Bay.